# Megastigmus albizziae
Megastigmus albizziae är en stekelart som beskrevs av Mukerji 1950. Megastigmus albizziae ingår i släktet Megastigmus och familjen gallglanssteklar. Inga underarter finns listade i Catalogue of Life.